# La via dei babbuini
Pour plus de détails, voir Fiche technique et Distribution.
La via dei babbuini est une comédie dramatique italienne réalisée par Luigi Magni et sortie en 1974.

## Synopsis
Fiorenza, une jeune femme de la classe moyenne, vit à Rome avec son mari Orazio. Leur mariage est déjà menacé, même s'il n'est pas brisé en apparence : cette situation dépend autant de l'absence délibérée d'enfants que d'éléments psychologiques et sociaux que le couple perçoit inconsciemment et différemment.
Fiorenza, après s'être précipitée à Massaoua pour assister son père, un vieux colon qu'elle ne connaît même pas, le voit mourir et assiste à son enterrement. Restée seule, elle ne rentre pas chez elle mais se laisse guider par l'extravagant Getulio pour découvrir le mystère africain. Orazio, homme cultivé mais souffrant d'infantilisme chronique, rejoint sa femme et tente de l'arracher au continent qui la fascine. Mais Fiorenza, après la mort tragique de Getulio, part vers la savane en suivant le chemin des babouins qui, contrairement aux hommes, retournent à la forêt où se trouve le secret de leur nature authentique.

## Fiche technique
- Titre original : La via dei babbuini[1]
- Réalisation : Luigi Magni
- Scénario : Luigi Magni
- Costumes : Lucia Icheli et Lucia Mirisola
- Photographie : Franco Di Giacomo
- Montage : Ruggero Mastroianni, Amedeo Salfa
- Musique : Armando Trovajoli
- Effets spéciaux : Carlo Rambaldi
- Décors : Lucia Mirisola
- Sociétés de production : Nuova Cinematografica
- Pays de production :  Italie
- Langue originale : italien
- Genre : comédie dramatique
- Durée : 110 minutes
- Date de sortie : 
  - Italie : 5 octobre 1974 (Milan)

## Distribution
- Catherine Spaak : Fiorenza
- Pippo Franco : Getulio
- Fabio Garriba : Orazio
- Lionel Stander : le père de Fiorenza

## Production
« È un viaggio filosofico come nei racconti settecenteschi. Una donna [...] percorre in senso inverso la strada dei babbuini, ossia quella che fecero i nostri antenati quando abbandonarono la foresta per inoltrarsi nella savana. Devo sfuggire alla tentazione dei personaggi, che avranno tutti la faccia di attori popolari. Il ruolo principale toccherà all'Africa vera, non quella che appare agli occhi dei turisti del "tutto compreso" quando atterrano a Nairobi per poi essere avviati nei grandi zoo rappresentati dai parchi nazionali. Anche questa è Africa, ma non è la 'mia' Africa »
— Luigi Magni

« C'est un voyage philosophique comme dans les contes du XVIIIe siècle. Une femme [...] prend le contre-pied de la route des babouins, celle qu'empruntaient nos ancêtres lorsqu'ils quittaient la forêt pour entrer dans la savane. Je dois échapper à la tentation de la mise en valeur des personnages, qui auront tous des visages d'acteurs populaires. Le rôle principal reviendra à l'Afrique réelle, pas celle qui apparaît dans les yeux des touristes "séjour tout compris" lorsqu'ils atterrissent à Nairobi et qu'on les emmène ensuite dans les grands zoos que représentent les parcs nationaux. C'est aussi l'Afrique, mais ce n'est pas "mon" Afrique. »
Pour le rôle de Fiorenza, Mariangela Melato, a d'abord été choisie, puis remplacée par Manuela Kustermann (it) ; après trois semaines de tournage en Afrique, toutefois, Kustermann n'a plus été jugée apte à jouer le rôle et a été remplacée par Catherine Spaak. Cela a déclenché une controverse, appelée « l'affaire Kustermann », et a occasionné une protestation du Sindacato attori italiani (it) :
« Debbo innanzitutto precisare che il "caso Kustermann" nasce sostanzialmente da un mio errore. Progettando il film, pensavo a Manuela Kustermann e l'ho voluta ad ogni costo, mentre c'era chi mi suggeriva "nomi importanti" come Monica Vitti o Mariangela Melato. Dunque, non vi è alcun interesse di carattere commerciale nella "destituzione" dell'attrice e, del resto, la partecipazione di Catherine Spaak, che è stata chiamata a sostituirla, non mi sembra una "garanzia di successo". Insieme con la produzione e l'intera troupe (dagli attori ai tecnici) abbiamo deciso democraticamente che Manuela non poteva essere l'interprete della Via dei babbuini perché non sarebbe mai riuscita, nonostante i ripetuti tentativi, a calarsi nella dimensione psicologica del personaggio. Senza nulla togliere al suo indiscutibile talento, la Kustermann ha una personalità molto aggressiva, è un'attrice d'urto e mai potrebbe trasformarsi nella mite e trasognata Fiorenza, protagonista del film. Non c'è niente da fare, ognuno di noi possiede una matrice ben definita che pregiudica certe metamorfosi. »
— Luigi Magni,

« Je dois tout d'abord préciser que le "cas Kustermann" est essentiellement dû à une erreur de ma part. Lorsque j'ai conçu le film, j'ai pensé à Manuela Kustermann et je la voulais à tout prix, alors que certains proposaient des "noms importants" tels que Monica Vitti ou Mariangela Melato. Il n'y a donc pas d'intérêt commercial au "renvoi" de l'actrice et, d'ailleurs, la participation de Catherine Spaak, appelée à la remplacer, ne me semble pas une "garantie de succès". Avec la production et toute la troupe (des acteurs aux techniciens), nous avons décidé démocratiquement que Manuela ne pouvait pas être l'interprète de Via dei babuini parce qu'elle n'aurait jamais réussi, malgré des tentatives répétées, à s'immerger dans la dimension psychologique du personnage. Sans rien enlever à son talent incontestable, Kustermann a une personnalité très agressive, c'est une actrice de choc et elle ne pourrait jamais se transformer en la douce et rêveuse Fiorenza, la protagoniste du film. Il n'y a rien à faire, chacun d'entre nous possède une matrice bien définie qui préjuge de certaines métamorphoses. »
Pour le rôle de Getulio, Nino Manfredi était initialement pressenti.
Le tournage a eu lieu en Érythrée, notamment à Massaoua et Keren, et en Éthiopie : des scènes ont été tournées près de la rivière Aouache. L'équipe a travaillé en Afrique pendant plus de quatre mois. Certaines séquences initiales ont été filmées à Venise, tandis que les intérieurs de la maison de Fiorenza et Orazio, dans une villa de l'Olgiata du Municipio XV à Rome, ont souvent servi de décor.
Giorgio Basile est assistant réalisateur. Le créateur d'effets spéciaux Carlo Rambaldi s'est chargé de créer le crocodile électromécanique grandeur nature, capable de marcher, de plonger, de nager dans l'eau et d'ouvrir les yeux.